# Juan Fernando Marcópulos
Juan Fernando Marcópulos (Goya, Corrientes; 1970) es un médico y político argentino, miembro del Partido Demócrata Cristiano de la Argentina, de una corriente interna partidaria identificada como la centroizquierda.

## Biografía
Marcópulos nació en 1970 en la ciudad de Goya, provincia de Corrientes, Argentina.
Terminada su carrera de medicina en la Universidad Nacional del Nordeste, trabajó de auditor médico para UEP- UGP- PAMI de 2001 a 2004 . De 2004 a 2005 fue director médico en el Hospital de Villa de Pocho luego de lo cual abrió su propio consultorio como médico cirujano, profesión que ejerce hasta el día de hoy. Desde el 2005 se desempeña como auditor de la Obra Social para la Actividad Docente (OSPLAD) y desde el año 2007 es Director del Centro de Salud preventivo del Docente "Ramón Carrillo".
Fue presidente de la Mutual Taragüí Porá, con la cual inició tareas vinculadas al desarrollo humano de la Ciudad. Además es miembro de la Asociación Juan XXIII para el desarrollo rural, fue Coordinador Operativo de la Red Calcio de Salud y Ambiente ; fue colaborador del equipo de nutrición infantil de la Comisión Arquidiocesana de Justicia y Paz. Su carrera como profesional y referente político se caracteriza por su cercanía a los sectores rurales y un fuerte compromiso social.
En las elecciones presidenciales de 2011 fue elegido diputado nacional suplente y en 2013 y ocupó una banca en el Congreso en reemplazo de Fabián Ríos hasta el 2015. Marcópulos fue el primer diputado nacional correntino en toda la historia del Partido Demócrata Cristiano de la Argentina. Estuvo inscripto en el bloque del Frente para la Victoria. Al asumir juró “¡Por la memoria de Alberto Devoto, Enrique Angelelli y los campesinos sin tierra!".
En 2014 Marcópulos formuló una disidencia total a un proyecto de ley sobre técnicas de fecundación artificial que contemplaba el descarte de embriones humanos.
De 2016 a 2017 fue subsecretario de Políticas Sociales de la Municipalidad de Corrientes.